# Ingvar Carlsson
Gösta Ingvar Carlsson (født 9. november 1934 i Borås, Västra Götaland, Sverige) er en svensk socialdemokratisk politiker, der var Sveriges statsminister fra 1986 til 1991 og igen fra 1994 til 1996. Han var partileder for  Socialdemokraterne fra 1986 til 1996.

## Biografi
Han arbejdede 1958-1960 for den daværende statsminister Tage Erlander. Efter at have fuldført sine statskundskabsstudier ved Lunds Universitet og Northwestern University i Illinois, USA, blev han medlem af Riksdagen i 1965. Samme år blev han formand for Sveriges Socialdemokratiska Ungdomsförbund. Han blev undervisningsminister i 1969 og besad posten frem til 1973, hvor han blev byminister. Ministerkarrieren ophørte i 1976, men han blev igen i 1982 udnævnt til vicestatsminister. Fra 1985 til 1986 var han miljøminister. 
Efter mordet på Olof Palme i 1986 blev han ny statsminister og partiformand. Under hans ledelse gennemførtes en omfattende reform af det svenske skattesystem, ligesom et underskud på statsbudgettet på 90 mia. SEK blev forvandlet til et overskud på flere hundrede mio. Den økonomiske krise begyndte imidlertid også at kradse i Sverige i slutningen af 1980'erne, og regeringen gik af i 1990, men da der ikke var flertal for en borgerlig regering i Riksdagen, dannede Carlsson en ny regering, der blev aktivt støttet af Vänsterpartiet og passivt støttet af Centerpartiet. Regeringen tabte imidlertid valget i 1991.
Carlsson vendte tilbage som regeringsleder allerede i 1994. Carlssons tredje regering havde fokus på at sanere de svenske statsfinanser – en opgave, der blev overladt til den nytiltrådte finansminister Göran Persson. Regeringsperioden var præget af hård kritik fra fagforeninger og partimedlemmer for besparelserne og skattestigningerne. 
I august 1995 meddelte Carlsson, at han ville gå af som partiformand og statsminister. Man regnede med, at efterfølgeren skulle være ligestillingsminister og vicestatsminister Mona Sahlin, men som følge af den såkaldte Toblerone-sag trak hun sig som kandidat og trådte senere ud af regeringen. Göran Persson blev i december 1995 præsenteret som Carlssons efterfølger, og blev valgt som partiformand 15. marts 1996 og 22. marts 1996 som statsminister.